# 基本国策要綱
基本国策要綱（きほんこくさくようこう、旧字体：基本國策要󠄁綱）は、昭和15年（1940年）7月26日に第2次近衛内閣によって閣議決定された政策方針。これにより大東亜共栄圏の建設が政策となった。

## 成立事情
本要綱は「綜合国策基本要綱」をもとにしていると言われている。武藤章軍務局長は国策研究会を活用して、陸海軍、企画院官僚、「革新」派官僚の参加のもと1940年1月から半年かけて国策案を策定した。この国策案が「綜合国策基本要綱」であると考えられている。幕僚だった牧達夫によると、近衛が軽井沢から荻窪の荻外荘に戻ってきた後、武藤が夜遅くに密かに近衛を訪ねた際、陸軍の要望案として近衛に示して同意するように求めたのが「綜合国策基本要綱」だったという。近衛はその内容に完全に同意した。「基本国策要綱」は、このようにして「綜合国策基本要綱」が陸軍から第2次近衛内閣に持ち込まれ、それが原案になったと言われている。

## 内容
昭和15年7月26日　閣議決定
世界は今や歴史的一大転機に際会し数個の国家群の生成発展を基調とする新なる政治経済文化の創成を見んとし、皇国亦有史以来の大試錬に直面す、この秋に当り真に肇国の大精神に基く皇国の国是を完遂せんとせば右世界史的発展の必然的動向を把握して庶政百般に亘り速に根本的刷新を加へ万難を排して国防国家体制の完成に邁進することを以て刻下喫緊の要務とす、依って基本国策の大綱を策定すること左の如し
基本国策要綱
一、根本方針
皇国の国是は八紘を一宇とする肇国の大精神に基き世界平和の確立を招来することを以て根本とし先づ皇国を核心とし日満支の強固なる結合を根幹とする大東亜の新秩序を建設するに在り之が為皇国自ら速に新事態に即応する不抜の国家態勢を確立し国家の総力を挙げて右国是の具現に邁進す
二、国防及外交
皇国内外の新情勢に鑑み国家総力発揮の国防国家体制を基底とし国是遂行に遺憾なき軍備を充実す皇国現下の外交は大東亜の新秩序建設を根幹とし先づ其の重心を支那事変の完遂に置き国際的大変局を達観し建設的にして且つ弾力性に富む施策を講じ以て皇国国運の進展を期す
三、国内態勢の刷新
我国内政の急務は国体の本義に基き諸政を一新し国防国家体制の基礎を確立するに在り之が為左記諸件の実現を期す
1. 国体の本義に透徹する教学の刷新と相侯ち自我功利の思想を排し国家奉仕の観念を第一義とする国民道徳を確立す尚科学的精神の振興を期す
2. 強力なる新政治体制を確立し国政の総合的統一を図る
  1. 官民協力一致各々其の職域に応じ国家に奉公することを基調とする新国民組織の確立
  2. 新政治体制に即応し得べき議会制度の改革
  3. 行政の運用に根本的刷新を加へ其の統一と敏活とを目標とする官場新態勢の確立
3. 皇国を中心とする日満支三国経済の自主的建設を基調とし国防経済の根基を確立す
  1. 日満支を一環とし大東亜を包容する皇国の自給自足経済政策の確立
  2. 官民協力による計画経済の遂行特に主要物資の生産、配給、消費を貫く一元的統制機構の整備
  3. 総合経済力の発展を目標とする財政計画の確立並に金融統制の強化
  4. 世界新情勢に対応する貿易政策の刷新
  5. 国民生活必需物資特に主要食糧の自給方策の確立
  6. 重要産業特に重化学工業及機械工業の画期的発展
  7. 科学に画期的振興並に生産の合理化
  8. 内外の新情勢に対応する交通運輸施設の整備拡充
  9. 日満支を通ずる総合国力の発展を目標とする国土開発計画の確立
4. 国是遂行の原動力たる国民の資質、体力の向上並に人口増加に関する恒久的方策特に農業及農家の安定発展に関する根本方策を樹立す
5. 国策の遂行に伴う国民犠牲の不均衡の是正を断行し厚生的諸施策の徹底を期すると共に国民生活を刷新し真に忍苦十年時難克服に適応する質実剛健なる国民生活の水準を確保す